# Adolfo Lucarini
Adolfo Lucarini (Milano, 4 giugno 1890 – Genova, 19 agosto 1959) è stato uno scultore e pittore italiano.

## Biografia
Adolfo Lucarini nacque a Milano il 4 giugno 1890, ma fu attivo prevalentemente a Genova, dove si trasferì con la famiglia. Come altri artisti coevi - quali Luigi Navone, Edoardo De Albertis ed Eugenio Baroni - Lucarini non fu incline ad assoggettarsi al sistema e alle pressioni del periodo storico - il primo Novecento - in cui si trovò ad operare.
L'arte di Lucarini è caratterizzata da arcaismo con sfumature deco. Ha frequentato l'Accademia, formandosi nell'area del tardo Liberty genovese. I primi documenti ufficiali riguardanti lo scultore riguardano la mostra della Promotrice del 1917.
Del periodo è la Lucerna (Pieve Ligure, collezione privata), in cui sono presenti influssi del Baroni, che permarranno anche nel proseguimento del suo cammino artistico. Nel 1925 partecipa alla rassegna di Monza rafforzando la propensione per il deco, non a scapito comunque di una robusta volumetria: del periodo sono conservate, presso il Museo d'arte contemporanea di Nervi, Testa femminile e Figura femminile. La sintesi fra stilizzazione e deco viene raggiunta ne La terra. Simili processi di stilizzazione si possono ravvisare nella Stele Cartagenova e nella Carenzi del Cimitero di Staglieno. Nella tomba Gregori è presente sia una connatazione deco che il gusto del monumentalismo tipico dell'epoca. Il Lucarini, dal 1929, si sposta verso un'impostazione più realistica del modellato, con La fatica e La pietà (mostra sindacale genovese 1929 e 1931). La maternità del 1935 (Museo d'arte contemporanea di Nervi) sintetizza stilizzazione e solidità volumetrica di stile novecentesco. Nel secondo dopoguerra l'attività del Lucarini si orienta sempre più verso la pittura.